# Albert Giese
Pour les articles homonymes, voir Giese.
Albert Giese, né le 26 juillet 1803 à Wittemberg et mort le 10 décembre 1834 à Rostock, est un linguiste allemand.

## Biographie
Albert Giese fait ses études aux lycées de Zerbst et de Wittenberg et entre à l'université de Halle-Wittenberg en 1823, d'abord pour étudier le droit. Inspiré par Karl Christian Reisig (de), il passe à la philologie et étudie à l'université de Berlin à partir de 1825. Sous la direction d'August Böckh et Franz Bopp, il étudie le sanskrit et la grammaire comparative. En 1827, il obtient son doctorat à Halle-sur-Saale et mène des recherches linguistiques comparatives jusqu'à la fin de sa vie, qu'il applique à la dialectologie grecque.

## Publication
- (de) Über den äolischen Dialekt, 1837 (lire en ligne) (posthume)